# Dapanoptera toxopaeana
Dapanoptera toxopaeana is een tweevleugelige uit de familie steltmuggen (Limoniidae). De soort komt voor in het Australaziatisch gebied.